# Hale (rei assiri)
Hale (accadi: 𒄩𒇷𒂊, Ḫa-le-e) va ser el divuitè rei d'Assíria segons la Llista reial. Va regnar cap a l'any 2028 aC.
Hale consta com el segon entre els deu reis dels quals "el pare és conegut"”. Aquesta llista ha estat interpretada com una legitimació del rei amorita Xamxi-Adad I de dubtosos antecedents assiris i que va regnar cap a l'any 1809 aC després de conquerir Assur. Aquesta interpretació es rebutjada per una part dels historiadors entre els quals per la Cambridge Ancient History, que creu que la llista només indica els ancestres del rei Sulili.
Fora d'això no se'n sap res més del seu regnat.